# Евково (Судиславский район)
Евково — упразднённая деревня в Судиславском районе Костромской области, входило в состав Калинковского сельского поселения. Присоединена к деревне Буртасово, располагалась на другом берегу ручья.

## История
Известна из документа 1612 года, из которого видно, что во времена Ивана Грозного -это старинная вотчина местных дворян Куломзиных, известных с XIII века. В те времена деревня имела 8 дворов и около 100 га земли. До XVII века включительно называлась Иевково. Иев — распространенное до XVII века древнерусское имя. В XIX веке деревня иногда писалась как Явково.
В конце XVIII века в деревне была господская усадьба дворян Овцыных. В связи с этим архивных документов по данной деревне сохранилось больше, чем по Буртасову. В связи с наличием свободных земель в Евково переводились крестьяне из других помещичьих деревень Буйского уезда. Часть деревни от дяди И. К. Куломзина досталась Ермоловым и княгине Мещерской из близлежащей усадьбы Долматово. Среди крепостных в документах отмечаются:
- Никифор, отданный в рекруты, участник Отечественной войны 1812 года, от него пошла фамилия Никифоровых;
- Парфён из Симбирской губернии — татарин, также участвовал в войне 1812 года.

В Деревньках часть рода Ивана Сусанина в лице Ивана Косьмина и Егора Карпова с семьями были переведены в Евково. От них пошли родственные между собой фамилии Ивановых и Егоровых, принадлежащие по мужской прямой линии к роду Ивана Сусанина.
Поздние метрические книги показывают, что все жители деревни были в близком родстве. Во времена коллективизации в деревне было 15 дворов с сотней жителей. Были коровники, конюшни, овчарни, трактора и комбайны. Деревня была в 1960-е годы присоединена к Буртасову. На начало XXI века только в одном доме есть постоянная жительница. Остальные дома — дачные.